# Rózsa Péter

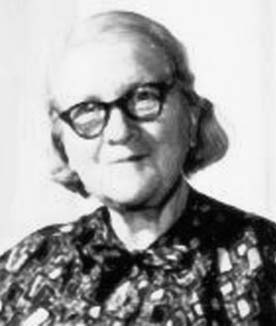
Rózsa Péter

Rózsa Péter [ˈroːʒɒ ˈpeːtɛr] (geborene Politzer; * 17. Februar 1905 in Budapest, Österreich-Ungarn; † 16. Februar 1977 in Budapest) war eine ungarische Mathematikerin und Logikerin. Sie begründete die Theorie rekursiver Funktionen und hat wesentliche Beiträge dazu geleistet.

## Leben und Wirken
Rózsa Peter studierte ab 1922 an der Universität Budapest zunächst Chemie, wandte sich dann aber unter dem Einfluss von Vorlesungen von Josef Kürschak und Leopold Fejér der Mathematik zu. 1927 machte sie ihren Abschluss und unterrichtete als Lehrerin. Nachdem sie von Gödels Theorem gehört hatte, entwickelte sie einen eigenen Zugang mit rekursiven Funktionen, über die sie auf dem Internationalen Mathematikerkongress 1932 in Zürich vortrug. 1935 wurde sie „summa cum laude“ in Budapest promoviert. 1937 wurde sie Mitherausgeberin des Journal of Symbolic Logic. Ab 1939 erhielt sie als Jüdin Lehrverbot und wurde auch kurze Zeit im Zwangsghetto von Budapest inhaftiert.
Während des Zweiten Weltkrieges, in dem sie ihren Bruder und viele Freunde im Holocaust verlor, schrieb sie u. a. ein populärwissenschaftliches Buch (Spiel mit dem Unendlichen), das in 14 Sprachen übersetzt wurde. 1945 wurde sie Dozentin an der Pädagogischen Hochschule in Budapest. 1951 erschien ihr Buch Rekursive Funktionen, das viele Auflagen erlebte und ihr den Kossuth-Preis des ungarischen Staates einbrachte. 1955 vereinfachte Péter die erste bekannte nicht-primitiv-rekursive Funktion (Ackermannfunktion) bei gleichen Eigenschaften zu deren heutiger Form, seitdem wird diese auch Ackermann-Péter-Funktion genannt. Im selben Jahr wurde sie Professorin an der Universität Budapest, wo sie bis zu ihrer Emeritierung 1976 blieb.
1970 erhielt sie den ungarischen Staatspreis in Silber, 1973 in Gold. 1953 erhielt sie den Mano-Beke-Preis der János-Bolyai-Gesellschaft. 1973 wurde sie als erste Frau in die Ungarische Akademie der Wissenschaften aufgenommen. Am 20. Dezember 2021 wurde ein Asteroid nach ihr benannt: (464745) Péterrózsa.

## Schriften
- Rekursive Funktionen, Budapest 1951 (englisch Academic Press, 3. Auflage 1967)
- Das Spiel mit dem Unendlichen. Mathematik für Außenstehende, Teubner 1955, 1966 (englisch Playing with Infinity. Mathematics for everyone, Dover 1976)
- Mathematics is beautiful, in: Mathematical Intelligencer, Bd. 12, 1990, S. 58 (zuerst in: Mathematik in der Schule, Bd. 2, 1964, S. 81), mit Biographie von Leon Harkleroad, Edie Morris
- Rekursive Funktionen in der Komputertheorie, Budapest 1976